# Autotomia

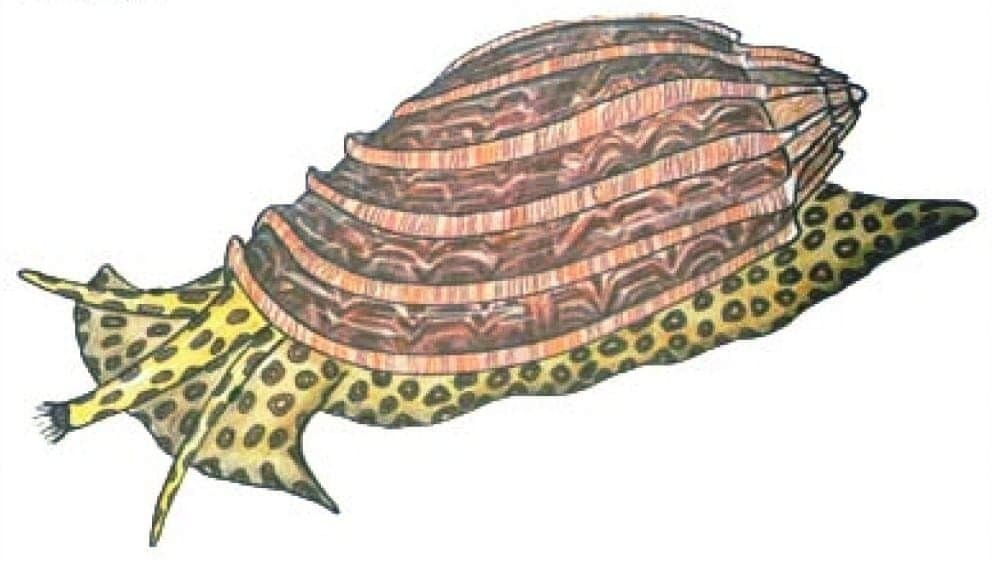
O caramujo marinho do gênero Harpa (ilustração) é capaz de romper a parte posterior de seu pé (à direita da concha), num processo de autotomia.

Autotomia é a capacidade que alguns animais possuem de liberar partes do seu corpo em uma automutilação, usada como meio de defesa contra a predação; podendo essas partes regenerar-se, ou não, após um período de tempo. É mais comum em invertebrados, marinhos ou não, mas também presente na cauda de vertebrados como os escamados (Squamata).
- Filmagem da cauda de um vertebrado escíncido (Squamata), logo após a sua autotomia, ainda mantendo seus movimentos para a distração do predador.